# Jon Provost
Jon Provost (Los Angeles, 12 marzo 1950) è un attore statunitense, noto soprattutto come attore bambino protagonista dal 1957 al 1964 della serie televisiva Lassie.

## Biografia
Nato in California nel 1950, Provost debutta al cinema all'età di due anni con una parte non accreditata nel film Solo per te ho vissuto (1953). Provost mostra talento come attore bambino e le parti si fanno più importanti in I pionieri del Wisconsin e Due gentiluomini attraverso il Giappone, entrambi distribuiti nel 1957.
La svolta per la sua carriera avvenne nel 1957 quando fu scelto a succedere a Tommy Rettig come protagonista della popolare serie televisiva Lassie. Provost fu introdotto all'inizio della quarta stagione come un piccolo orfano (Timmy Claussen) che diventa amico di Tommy Rettig e del suo cane Lassie. Dalla quinta stagione Timmy, adottato dalla famiglia Miller, diventa il protagonista e tale rimase fino all'inizio dell'undicesima stagione nel 1964.
La carriera professionale di Provost si identifica completamente con quel ruolo che lo rese popolarissimo in tutto il mondo e per il quale ricevette i riconoscimenti più importanti, dalla Young Hollywood Hall of Fame al Young Artist Award e all'Hollywood Walk of Fame. Una serie speciale di episodi fu girata a colori e distribuita anche come film (Lassie's Great Adventure, 1963).  
Dopo il suo ritiro dalla serie nel 1964 a 14 anni, Provost tornò solo occasionalmente a recitare, finché la ripresa dei racconti di Lassie (The New Lassie, 1989-1992) gli diede l'occasione nuovamente di far parte, questa volta da adulto, per due stagioni del cast principale di una serie televisiva.
Nel 2007, Provost pubblicò la sua autobiografia, Timmy's in the Well: The Jon Provost Story.
Provost mantenne il suo amore per gli animali, come direttore per 25 anni di Canine Companions for Independence, un'organizzazione che addestra e fornisce cani in supporto a disabili. Provost ha partecipato anche a film come Susie's Hope (2013) che promuovono la causa della protezione degli animali.

## Riconoscimenti

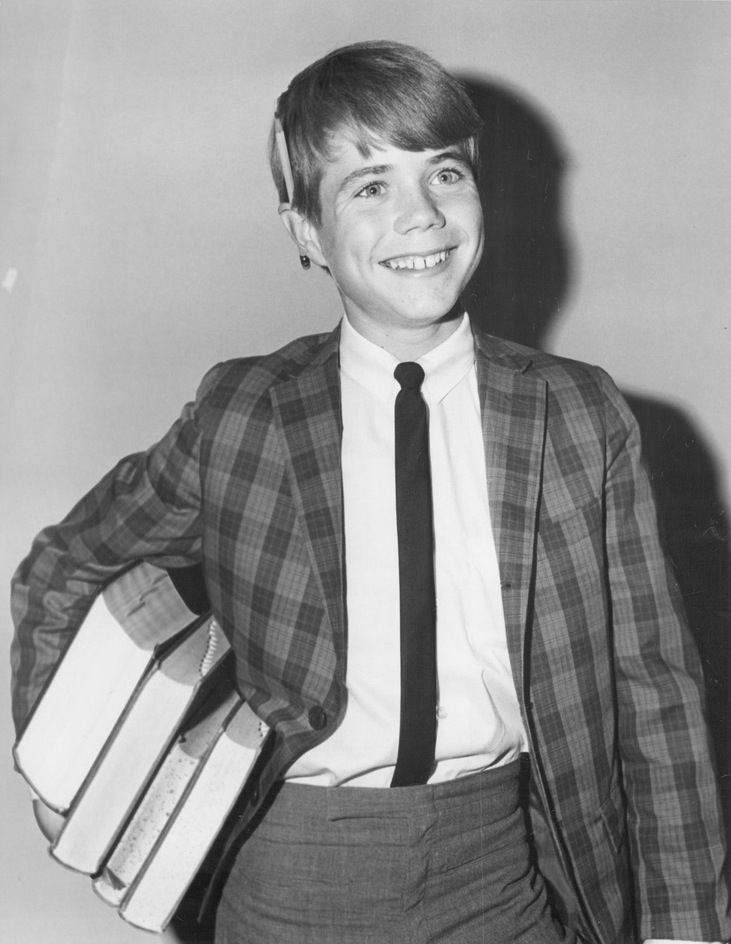
Jon Provost nel 1964 al termine della sua esperienza televisiva

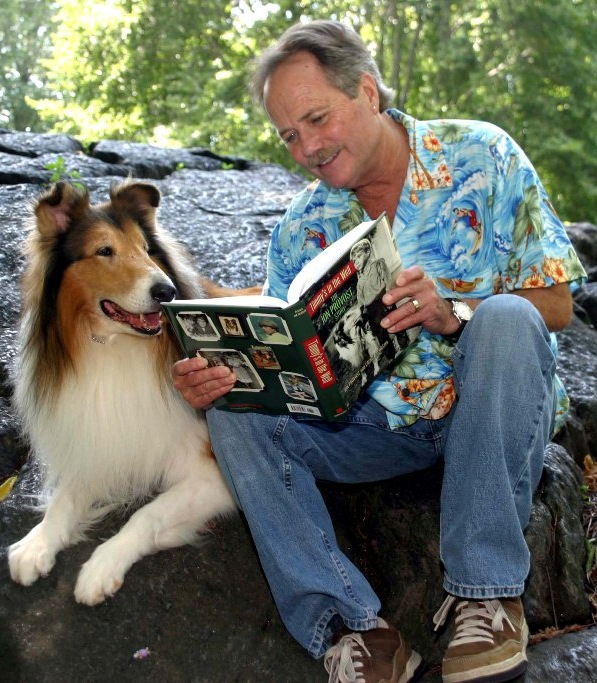
Jon Provost con il suo cane Teddy, in una foto del 2009

- Young Hollywood Hall of Fame (1950's)
- Young Artist Award, Former Child Star Lifetime Achievement Award (1990)
- Hollywood Walk of Fame (1994)

## Filmografia parziale

### Cinema
- Solo per te ho vissuto (So Big), regia di Robert Wise (1953) - non accreditato
- La ragazza di campagna (The Country Girl), regia di George Seaton (1954) - non accreditato
- Colui che rise per ultimo (He Laughed Last), regia di Blake Edwards (1956) - non accreditato
- Ritorno dall'eternità (Back from Eternity), regia di John Farrow (1956)
- Soli nell'infinito (Toward the Unknown), regia di Mervyn LeRoy (1956) - non accreditato
- I pionieri del Wisconsin (All Mine to Give), regia di Allen Reisner (1957)
- Due gentiluomini attraverso il Giappone (Escapade in Japan), regia di Arthur Lubin (1957)
- Lassie's Great Adventure, regia di William Beaudine (1963)
- Questa ragazza è di tutti (This Property Is Condemned), regia di Sydney Pollack (1966)
- Il computer con le scarpe da tennis (The Computer Wore Tennis Shoes), regia di Robert Butler (1969)
- The Secret of the Sacred Forest, regia di Michael Du Pont (1970)
- Star Time, regia di Alexander Cassini (1992)
- Susie's Hope, regia di Jerry Rees (2013)

### Televisione
- Fireside Theatre – serie TV, 1 episodio (1955)
- Lassie – serie TV, 249 episodi (1957-1964)
- The New Lassie – serie TV, 32 episodi (1989-1992)